# Forskningsfartyg

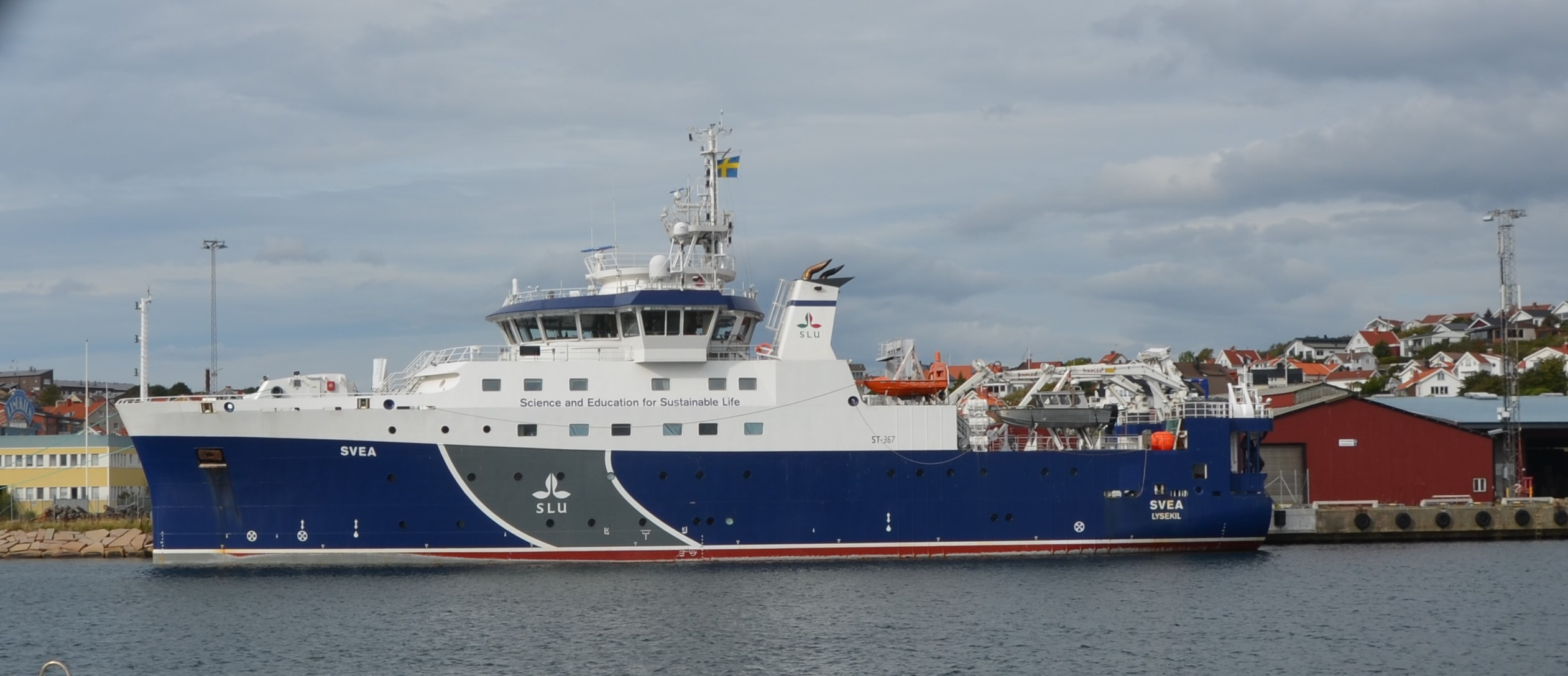
R/V Svea i Lysekil

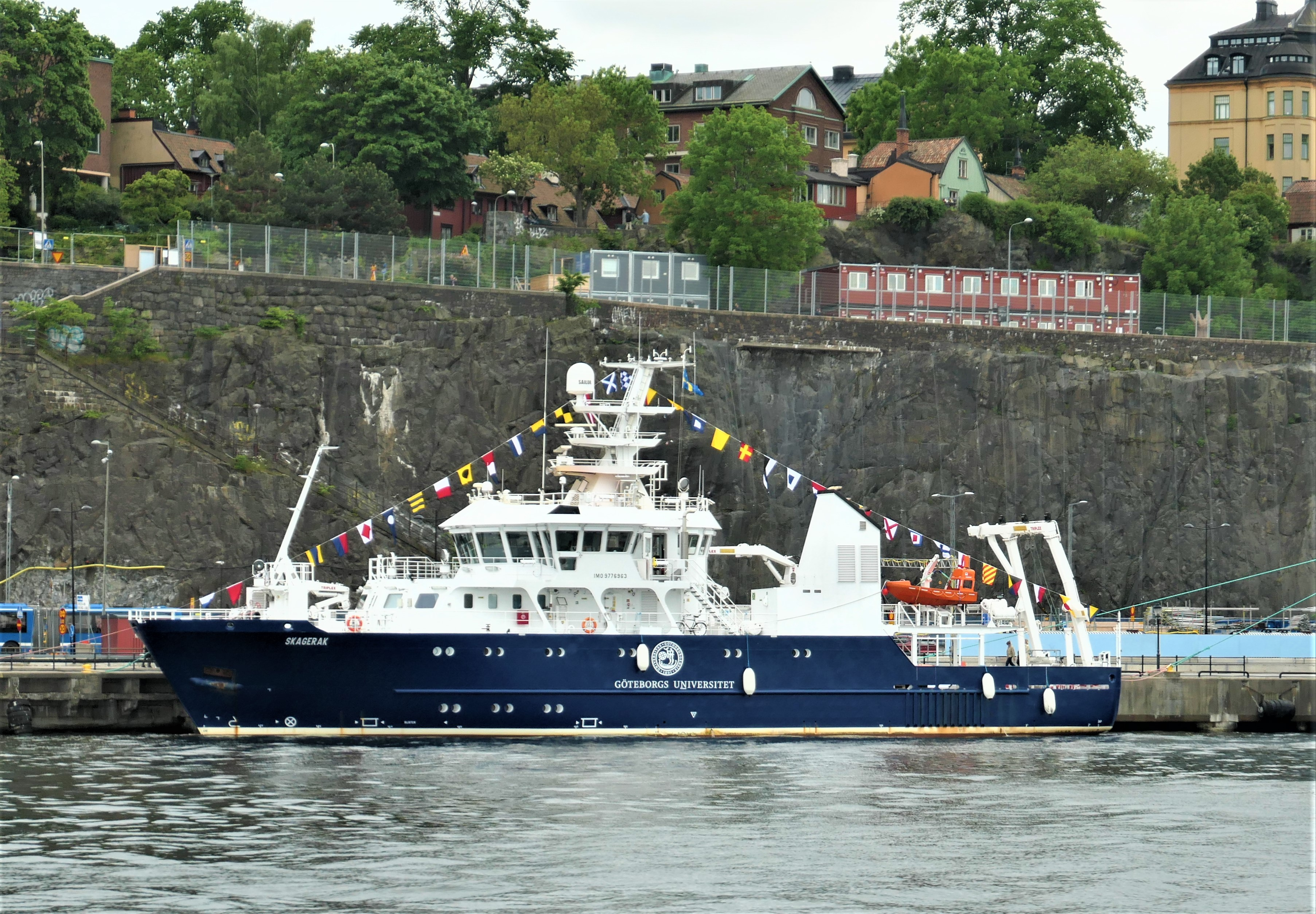
R/V Skagerak (2017) i Stockholm

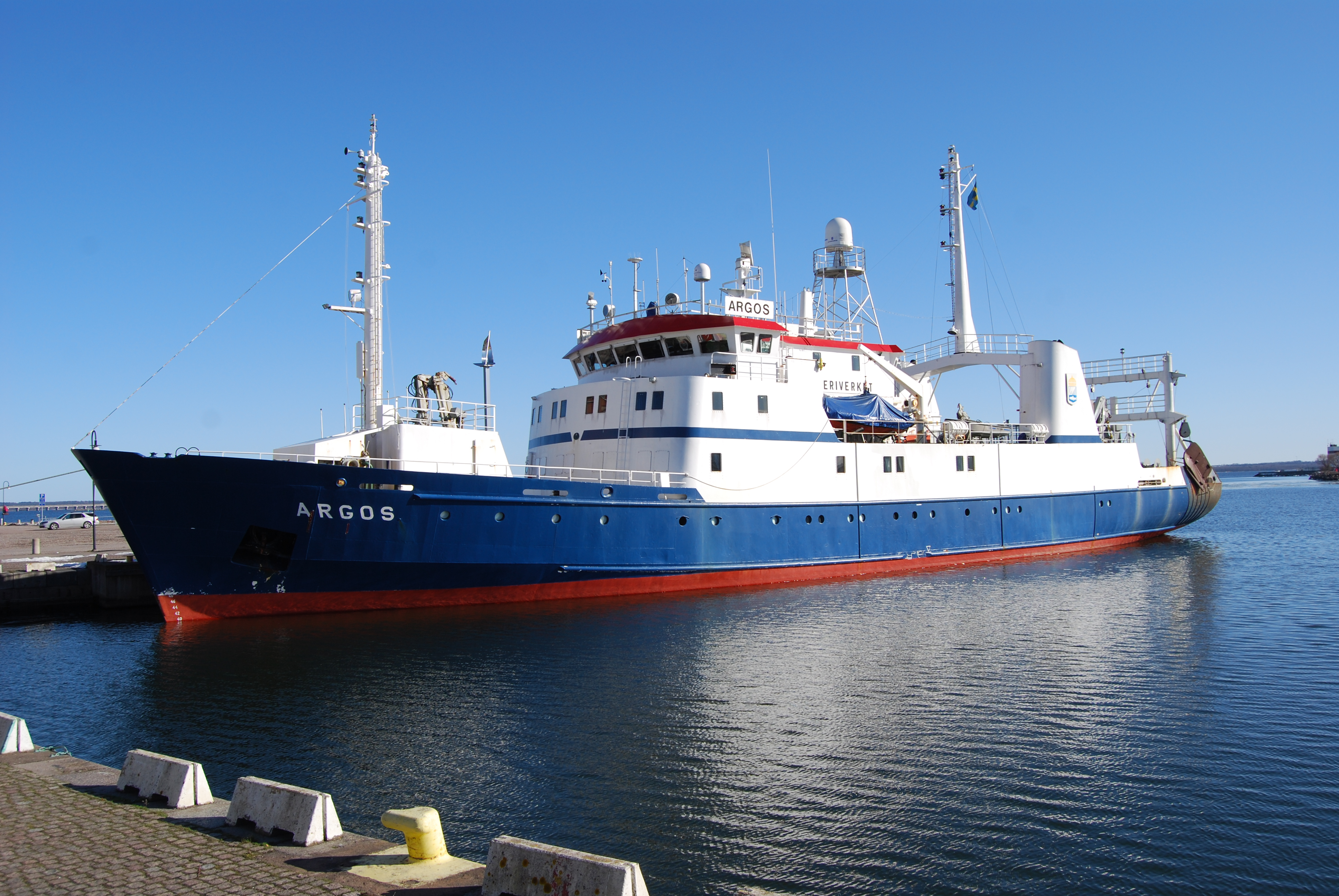
Det tidigare svenska forskningsfartyget U/F Argos, skrotat 2013

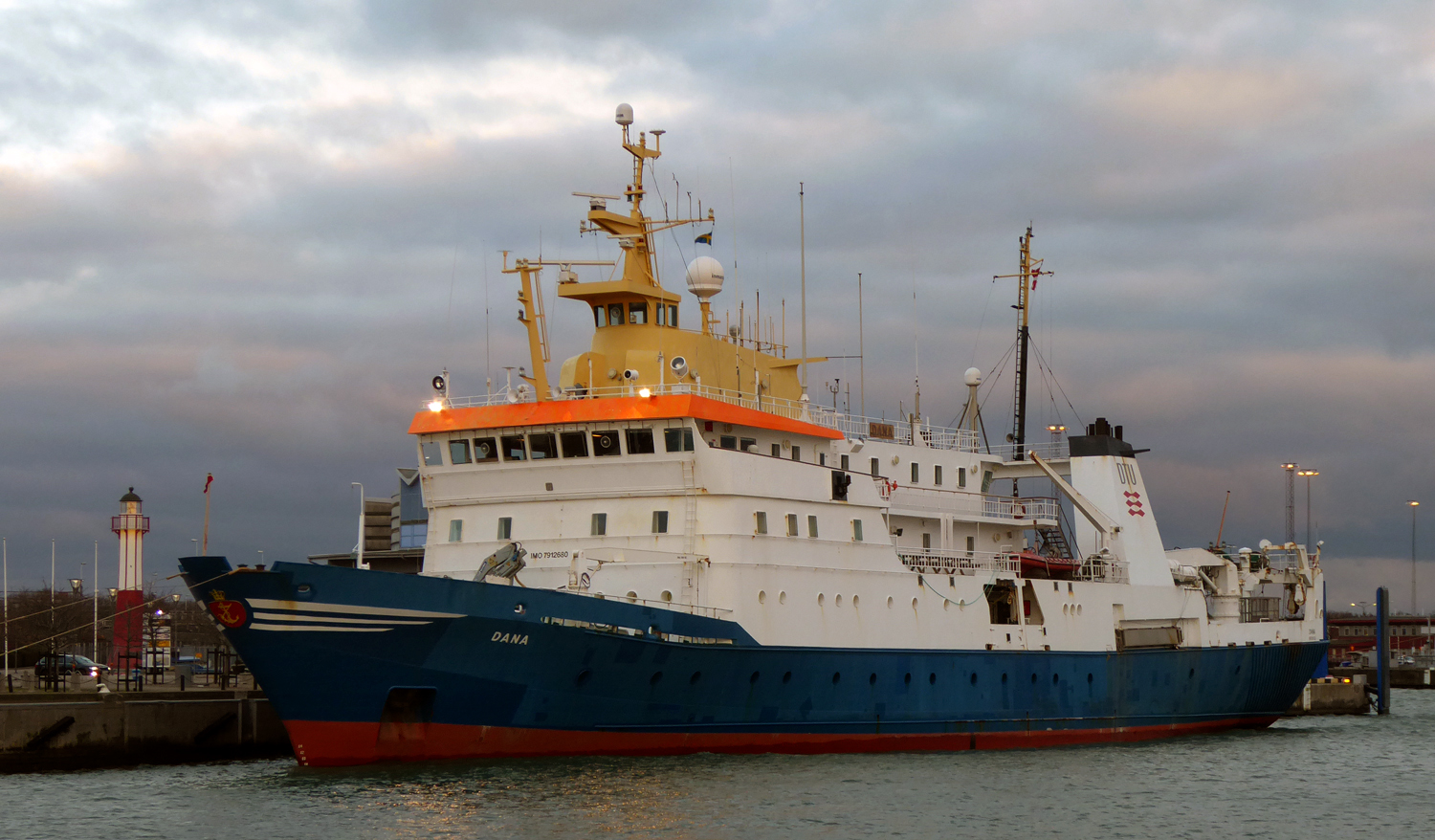
Det danska forskningsfartyget R/V Dana

Forskningsfartyg är fartyg, som är specialbyggda eller på annat sätt specialutrustade för att undersöka förhållanden i vattnet eller på havsbottnen. Moderna forskningsfartyg är normalt utrustade med ett stort arbetsdäck med kranar och vinschar. Ofta finns olika laboratorier för olika ändamål. Forskningsfartyg finns i alla storleksklasser, allt från små fartyg, som kan gå grunt vatten inne i en skärgård, till oceangående fartyg med isbrytarkapacitet. 
Ofta förekommer fjärrstyrda kameror som kan ta foton av undervattensobjekt.

## Forskningsfartyg i urval
- U/F Ancylus
- R/V Aranda
- U/F Argos
- R/V Arne Tiselius
- Belone
- R/V Geomari
- R/V Dr. Fridtjof Nansen (2017)
- R/V Jacob Hägg
- R/S Jákup Sverri
- S/V Ocean Surveyor
- R/V Petrel
- R/V Professor Logatjev
- R/V Skagerak (2017)
- M/S Svalbard
- R/V Svea

## Historiska forskningsfartyg
- M/S Aranda
- HMS Beagle
- Galathea
- S/S Vega
- Fram
- Calypso
- S/S Nautilus
- Skagerak I
- Skagerak II
- R/V Skagerak (1968)
- U/F Argos
- R/V Nils Strömcrona
- Altair